# Dekanat Radomyśl
Dekanat Radomyśl – jeden z 11 dekanatów katolickich w diecezji kijowsko-żytomierskiej na Ukrainie.

## Parafie
- Biała Kiernica - Parafia św. Michała Archanioła
- Brusiłów - Parafia Ducha Świętego
- Buczki - Parafia św. Wojciecha
- Huta-Potówka - Parafia św. Klary
- Jelówka - Parafia św. Piusa X, papieża
- Józfówka - Parafia św. Józefa
- Klitnia - Parafia św. Alberta Chmielowskiego
- Korosteszów - Parafia Narodzenia Najświętszej Maryi Panny
- Krymok - Parafia św. Antoniego Padewskiego
- Łąki - Parafia św. Ludwika
- Malin - Parafia św. Anny
- Potyjówka - Parafia Najświętszej Maryi Panny Anielskiej
- Radomyśl - Parafia św. Stanisława B. M.
- Sczerbatówka - Parafia św. Krzysztofa
- Wiszów - Parafia św. Elżbiety